# عمر بيردييف
عمر بيردييف (بالروسية: Бердыев, Омар Эрниязович)‏ (مواليد 25 يونيو 1979 في الاتحاد السوفييتي) لاعب كرة قدم تركمانستاني دولي لعب في مركز الدفاع. لعب لصالح نادي سمرقند دينامو الأوزبكستاني منذ سنة 2008.